# Ганцов Всеволод Михайлович
Все́волод Миха́йлович Ганцо́в (нар. 25 листопада (7 грудня) 1892, Чернігів — 5 жовтня 1979, там само) — видатний український мовознавець, лексикограф. Член Харківської правописної комісії та автор розділу «Фонетика» у проекті українського правопису (1926).
Жертва Великого терору та Повторних репресій (17 років концтаборів ГУЛАГ СРСР).

## Біографія коротко
Закінчив 1916 Петербурзький університет. Учень О. О. Шахматова, Л. Щерби, Я. Бодуена де Куртене, в останньому 1916—1917 викладав. Від жовтня 1918 — професор Київського університету.
У 1919–1929 — науковий співробітник ВУАН. Досліджував питання діалектології, історії української мови, українського правопису, лексикографії.
У праці «Діалектологічна класифікація українських говорів» (1923) розробив наукові засади діалектологічного членування української мови. Досліджував поліські дифтонги («Характеристика поліських дифтонгів і шляхи їхнього фонетичного розвитку»,1923; «Діалектологічні межі на Чернігівщині», 1925).
Від 1920 — керівник Комісії для складання словника української живої мови, від 1924 — співредактор «Російсько-українського словника» (вийшли т. 1—3, К., 1924—1933); одночасно був член Харківської правописної комісії та автором розділу «Фонетика» у проекті українського правопису (1926). Досліджував проблеми історії української мови, правопису та лексикографії. Заклав основи подальшого розвитку української діалектології, запропонувавши нову класифікацію українських говірок (виділив північні, північно-західні та південно-східні говірки).
Член правописної комісії та автор розділу «Фонетика» у проекті українського правопису (1926), редактор академічного «Російсько-українського словника» (1925—1929).
Дослідник автографів Т. Шевченка.
Заарештований 1929, засуджений 1930 у справі «СВУ» на 8 років, при чому слідством розглядався як один із ключових авторів ненависного правопису Скрипника. 1938 — ще на 8 років, 1950 висланий у Красноярський край (РФ). 1956 звільнений, мешкав у Чернігові. Реабілітований 1989 (посмертно).

## Розширений життєпис

### Ранні роки. Навчання
Всеволод Михайлович Ганцов народився 7 грудня 1892 р. у м. Чернігові. Навчався спочатку в місцевій гімназії, а з 1907 р. — в Колегії Павла Галагана у Києві. У 1911 р. вступив до Петербурзького університету на історико-філологічний факультет, який і закінчив 1916 року (слов'яно-руське відділення). Ще за студентських років талановитий юнак під керівництвом видатного лінгвіста академіка О. О. Шахматова розпочав наукові студії в галузі української та російської діалектології та історії мови і по закінченні цього навчального закладу за рекомендацією свого керівника був залишений при університеті професорським стипендіатом на 2 роки. Першою пробою пера молодого дослідника стала праця «Описание говора с. Патюти Козелецкого уезда Черниговской губернии», що була прийнята до друку в «Збірнику» Академії наук.

### Відрядження до Києва
3 1 жовтня 1918 р. В. М. Ганцов був відряджений до Київського університету святого Володимира з підвищеною професорською стипендією знову терміном на 2 роки. 3 21 лютого 1919 р. почав працювати в Українській академії наук як постійний член i секретар Комісії по складанню академічного словника живої української мови, яку згодом очолив (був її керівником з червня 1920 р. по серпень 1929 р.). 3 1922 р. увійшов до складу науково-дослідної кафедри мовознавства при Київському університеті як науковий співробітник, а з 1925 р. був обраний дійсним членом цієї ж кафедри і керівником її секції української мови. Одночасно з основною роботою в Академії наук читав лекційні курси й проводив семінарські заняття з історії української мови, української діалектології й української літературної вимови в Київському інституті народної освіти (1920—1921 рр.), в Археологічному інституті (1923—1924 рр.), в музично-драматичному інституті імені Лисенка (1924 р.).
Надзвичайно плідною у цей час була наукова діяльність В. М. Ганцова у галузі діалектології, історії української мови, українського правопису, лексикографії. У праці «Діалектологічна класифікація українських говорів» (1923 р.) він розробив наукові засади діалектологічного членування української мови.
Багато уваги науковець приділив вивченню поліських дифтонгів («Характеристика поліських дифтонгів і шляхи їхнього фонетичного розвитку», 1923 р.; «Діалектологічні межі на Чернігівщині», 1925 р.). Праця «Особливості мови Радивилівського (Кенігсберзького) списку літопису» (1927 р., рос. мовою) стала зразком аналізу мови писемних пам'яток. Значний внесок вченого у дослідження автографів Тараса Шевченка. Нарешті, В. М. Ганцов брав активну участь у роботі Харківської правописної комісії, був автором розділів «Фонетика» та «Правопис незмінної частини слова» у проекті українського правопису, виданому у 1926 р., редагував академічний «Російсько-український словник» (1925—1929 рр.) [1, арк. 19-20, 23-24].

### Наукове відрядження в Європу
З 5 грудня 1927 р. по 21 лютого 1929 р. В. М. Ганцов перебував у закордонному відрядженні, де працював у галузі славістики у професора Фасмера (Берлінський університет), експериментальної фонетики у професора Панкочеллі-Кальціка (фонетична лабораторія, Гамбурзький університет), та з французької фонетики — у фонетичному інституті при Сорбонні в Парижі (професор Перно). За ці роки Всеволод Михайлович ретельно ознайомився з методикою організації праці по складанню лінгвістичного атласу німецької мови, був прийнятий у члени індо-германського товариства (1928 р.), взяв участь у роботі І Міжнародного лінгвістичного конгресу, що відбувся у квітні 1928 р. в місті Гаага. Повернувшись в Україну, працював на посаді професора Київського інституту народної освіти та продовжив діяльність як науковий співробітник Всеукраїнської академії наук [1, арк. 1-2].
Таким чином, В. М. Ганцов наприкінці 20-х років був у розквіті творчих сил i, за авторитетним свідченням російського мовознавця академіка В. В. Виноградова, «від цього багатообіцяльного вченого з широким науковим горизонтом можна було чекати праць великого наукового значення» [1, арк. 23]. Та видно не судилося. Доля (цього разу щоправда в особі працівників правоохоронних органів) розпорядилася інакше.

### Сталінські репресії
21 серпня 1929 р. вчений був заарештований за звинуваченням у причетності до сфальсифікованої ДПУ «Спілки визволення України». І хоча на суді обвинувачений заявив, що не тільки до цієї організації не належав, а й про існування такої взагалі ніколи не чув, все ж таки був засуджений до 8 років позбавлення волі з обмеженням у правах на 3 роки за те, що нібито «провадив організаційну роботу щодо основних завдань „СВУ“ в академічній групі при ВУАН» та «виконував доручення центру „СВУ“ щодо організації зв'язків і обопільної інформації „СВУ“ з контрреволюційним центром та окремими представниками його, використовуючи для цього наукові відрядження за кордон» [4, с.80-81; 6, с.242].
Що ж реально стояло за цим звинуваченням? Під час перебування у закордонному відрядженні Всеволод Михайлович дійсно бачився з емігрантами Дорошенком, Лотоцьким, Чикаленком та Прокоповичем, що він і не заперечував на попередньому слідстві, але за його словами ці зустрічі носили приватний характер, і ніяких доручень від С. О. Єфремова перед виїздом за кордон він не отримував, а вище названі особи нічого не знали про існування «СВУ» і ніколи з ним про цю організацію не розмовляли [6, с.372,378]. Втім, якщо врахувати, що в той час закордонні відрядження надавалися після суворої процедури перевірки особи командированого, і ця людина назавжди залишалася під пильною увагою відповідних органів, то стає зрозумілим, що зовсім неважко було зробити з В. М. Ганцова зв'язкового з закордонним центром «СВУ», чим каральні органи і скористалися. Ось чому офіційний вирок був остаточний і касації не підлягав. Так розпочалася «гулагівська каторга».

### Практика збільшення строків покарання
Термін, який в'язень відбув повністю, закінчився 21 серпня 1937 р., але його продовжували утримувати у Соловецькій в'язниці, де засуджений перебував з вересня 1933 р. Лише у травні 1938 р. вченому було оголошено постанову особливої наради НКВС СРСР від 15 квітня, згідно з якою він отримав новий строк ув'язнення — 8 років виправно-трудових таборів «за контрреволюційну діяльність». Цю постанову Всеволод Михайлович оскаржив у заяві на ім'я Верховного прокурора СРСР: «…майже 9 років я безвихідно перебуваю у тюрмі в умовах суворої ізоляції і ніякою контрреволюційною діяльністю не займався і не міг займатися, що не дає ніякого приводу для призначення мені нового строку покарання… Постанова Особливої Наради зовсім замовчує про те, що вирок виноситься щодо особи, яка ув'язнена й вже відбула строк покарання… Прошу скасувати постанову Особливої наради, тому що вона порушує радянську законність».
Лише в січні 1940 р. під час перебування в Локчинському виправно-трудовому таборі (Комі АРСР), він одержав відповідь на свою заяву: «… скарга задоволена бути не може, оскільки відсутні причини для перегляду справи» [3, с.187].

### 17 років та 4 місяці ув'язнення і новий арешт
На волю В. М. Ганцов вийшов тільки в грудні 1946 р., провівши в ув'язненні безперервно 17 років та 4 місяці, й вирушив до Запорізької області, де в Обіточненському агрономічному технікумі працювала його сестра і де мешкала 80-річна мати. У пошуках роботи він невдовзі переїхав до міста Олександрова Володимирської області, потім до Казахстану і знову до Олександрова. Завдяки підтримці з боку відомих російських вчених — академіків С. П. Обнорського, В. В. Виноградова і Р. І. Аванесова, які у листі до Міністерства Вищої Освіти СРСР від 7 липня 1948 р. зазначили, що «… В. М. Ганцов завдяки своїй лінгвістичній підготовці та наявності серйозних праць у галузі слов'янської філології цілком би відповідав своєму призначенню на посаду університетського викладача … та міг би бути використаний в одному з наших університетів»[1, арк.9], вчений у червні 1949 р. нарешті отримав хоч якусь роботу. На короткий час його зарахували на посаду позаштатного співробітника Інституту російської мови АН СРСР в секторі «Словника мови О. С. Пушкіна», але в грудні 1949 р. знову заарештували і кинули за ґрати до Володимирської слідчої в'язниці, причому в ордері на арешт цинічно зазначалося: «заарештувати незалежно від наслідків обшуку»[1, арк.11-12].
Після кількох допитів, під час яких слідчий мав перед собою справу В. М. Ганцова 1929-30-го років і задавав у переважній більшості ті ж питання, що і 20 років тому, уповноважений особливої наради, який прибув з Москви, оголосив що, вчений підлягає висилці за діяльність, що передбачена сумнозвісною статтею 58 КК РРФСР. На запитання, чому його знову судять за стару справу більш ніж двадцятирічної давнини, уповноважений заявив: «Якби ми могли інкримінувати вам щось нове, ми б Вас судили i дали б Вам строк. Вас же лише висилають в адміністративному порядку». Навіть термін заслання в'язню вказаний не був [1, арк.12].

### Заслання до Сибіру
Наприкінці квітня 1950 р. особливою нарадою МДБ СРСР Ганцова «як соціально небезпечний елемент» відправляють етапом до Красноярська, а звідти ще далі на північ, в селище Караул Усть-Єнісейського району Таймирського національного округу, де він і перебував до жовтня 1954 р. як політпоселенець, а після цього ще майже два роки працював в Усть-Єнісейській райриболовспоживспілці на посаді старшого бухгалтера райзаготконтори.

### Повернення в Чернігів без реабілітації
Лише восени 1956 р. Всеволод Михайлович дістав змогу повернутися в Україну і відтоді постійно мешкав у рідному Чернігові, в однокімнатній квартирі разом з племінницею покійної дружини (дружина теж була філологом та співробітницею ВУАН і загинула у таборах, заарештована у справі «СВУ», хоча й не фігурувала на центральному процесі [1, арк.12, 118; 3, с.188]).

### Неофіційне визнання
Невдовзі після повернення до Чернігова, В. М. Ганцов взяв участь у Всесоюзному з'їзді мовознавців в Ужгороді як почесний гість. Багато делегатів підходили, щоб потиснути йому руку або промовити слова: «Ви — наш воскреслий із мертвих навчитель! Ми виховуємо себе на Ваших працях!» У президії з'їзду він сказав головуючому Микиті Іллічеві Толстому — очільнику російської лінгвістики, онукові Лева Толстого: «От — уперше сиджу в президії…», на що той йому відповів: «Зате дивіться, як Вас усі люблять!»
А відбувся цей діалог після того, як недавній в'язень блискуче виступив із зауваженням з приводу якогось важливого дослідження, і йому влаштували п'ятихвилинну овацію. Ось тут М. І. Толстой підбіг до трибуни, обійняв розчуленого, в сльозах промовця, повів до президії, всадовив поруч себе і сказав: «Радий, невимовно радий, Всеволоде Михайловичу, Вашому тріумфові! Тріумфові „українського Шахматова“» [1, арк. 118—119].

### Клопотання про реабілітацію
Попри наукове визнання, засобів до існування у В. М. Ганцова майже не було, і він ледь зводив кінці з кінцями. Ось чому в січні 1957 р. вчений пише листа на ім'я Генерального прокурора СРСР: «Товаришу Генеральний прокурор! Я виклав Вам обставини свого життя, починаючи з 1929 року. Я не ставлю питання щодо процесу „СВУ“, хоча й ця справа вимагала б перегляду. Але „СВУ“ справа давня, i вирок був винесений судом. Те ж, що відбувалося зі мною після 21 серпня 1937 року, було суцільним беззаконням… Прошу Вас ознайомитись з моєю справою і припинити її з 21 серпня 1937 року»[1, арк.6; 3, с.187].
Не дочекавшись відповіді, Всеволод Михайлович у березні 1957 р. надсилає заяву на ім'я Голови Президії Верховної Ради СРСР К. Є. Ворошилова: «Всього в ув'язненні та в засланні на Крайній Півночі я провів більше 22 років. Ця тяжка кара спіткала мене за мої „злочини“ i за причетність до організації „СВУ“, про існування якої я не знав, і якої взагалі ніколи не існувало… Товариш Голова Президії Верховної Ради Союзу РСР! Я виклав Вам обставини своєї справи. Засудження стало для мене причиною повної життєвої катастрофи. Перервалась моя наукова кар'єра. Понад 25 років мого життя пройшли в ув'язненні, в засланні і в поневіряннях. Все, що відбулося зі мною, завжди сприймалося мною як незаслужена несправедливість. Я став жертвою беззаконня, зараз мені йде шістдесят п'ятий (65) рік, я кволий i не маю засобів до існування. Мені відмовили в призначенні пенсії по старості через недостатній стаж, а тим часом майже 8,5 років я працював у таборі й понад 6 років провів на Крайній Півночі, де один рік роботи зараховується за 2. А між тим я міг би ще й тепер повернутися до наукової роботи і з користю застосувати свої сили i знання для розвитку вітчизняної науки. Прошу Вас не відмовити в моєму проханні про реабілітацію і поширити на мене пільги, що стосуються осіб, які працювали за угодою на Крайній Півночі (згідно з Постановою Ради Міністрів СРСР від 8 вересня 1955 року)» [1, арк. 12-13; 2, арк. 315—317; 6, с. 349—350].

### Нищівна пенсія
І, нарешті, хоча й частково, справедливість була відновлена: у 1958 р. В. М. Ганцов був реабілітований за 16 років, відбутих в таборах і на засланні, з нього були зняті всі облудні звинувачення, крім вироку в справі «СВУ», а також призначена невеличка пенсія по старості — п'ятдесят два (52 !) карбованці на місяць як бухгалтеру, а не знаному в Європі науковцю. Повної реабілітації він так і не дочекався. Рішення з цього приводу Пленум Верховного Суду УРСР ухвалив тільки в серпні 1989 р.[1, арк.118-119; 5, с.115; 7, с.125].

### Останні роки
В останні роки життя вчений відновив колишні наукові зв'язки, насамперед з Інститутом російської мови АН СРСР: «Шановний Всеволоде Михайловичу! інститут російської мови АН СРСР приступив до роботи з видання пам'яток давньоруської писемності XI—XVIII ст. Просимо Вас висловитись про те, які пам'ятки, на Ваш погляд, слід включити до перспективного плану видання інституту.
Будемо дуже вдячні, якщо Ви надішлете короткі анотації разом зі списком рекомендованих для видання пам'яток.
Директор Інституту російської мови АН СРСР академік В. Виноградов. 29.VIII. 1959 р.)»[1, арк.17].
«6 грудня 1962 року.
Всеволоду Михайловичу Ганцову.
Згідно з рішенням слов'янського координаційного комітету в Ленінграді відбудеться всесоюзна конференція зі слов'янської філології з 17 по 23 грудня. Запрошуємо Вас взяти участь у конференції і сподіваємося, що Ви виступите при обговоренні доповідей.
Голова оргкомітету засл. діяч науки РРФСР проф. Б. А. Ларін»[1, арк.16].
І ця мужня, літня людина активно включається в наукове життя, бере участь в лінгвістичних конференціях, готує до друку нові праці [1, арк.74-87,100-101].
Цілющим бальзамом для старих ран В. М. Ганцова і своєрідним визнанням його наукової діяльності стало привітання Інституту слов'янознавства та балканістики АН СРСР на честь 80-ї річниці від дня народження вченого:
«7 грудня 1972 року.

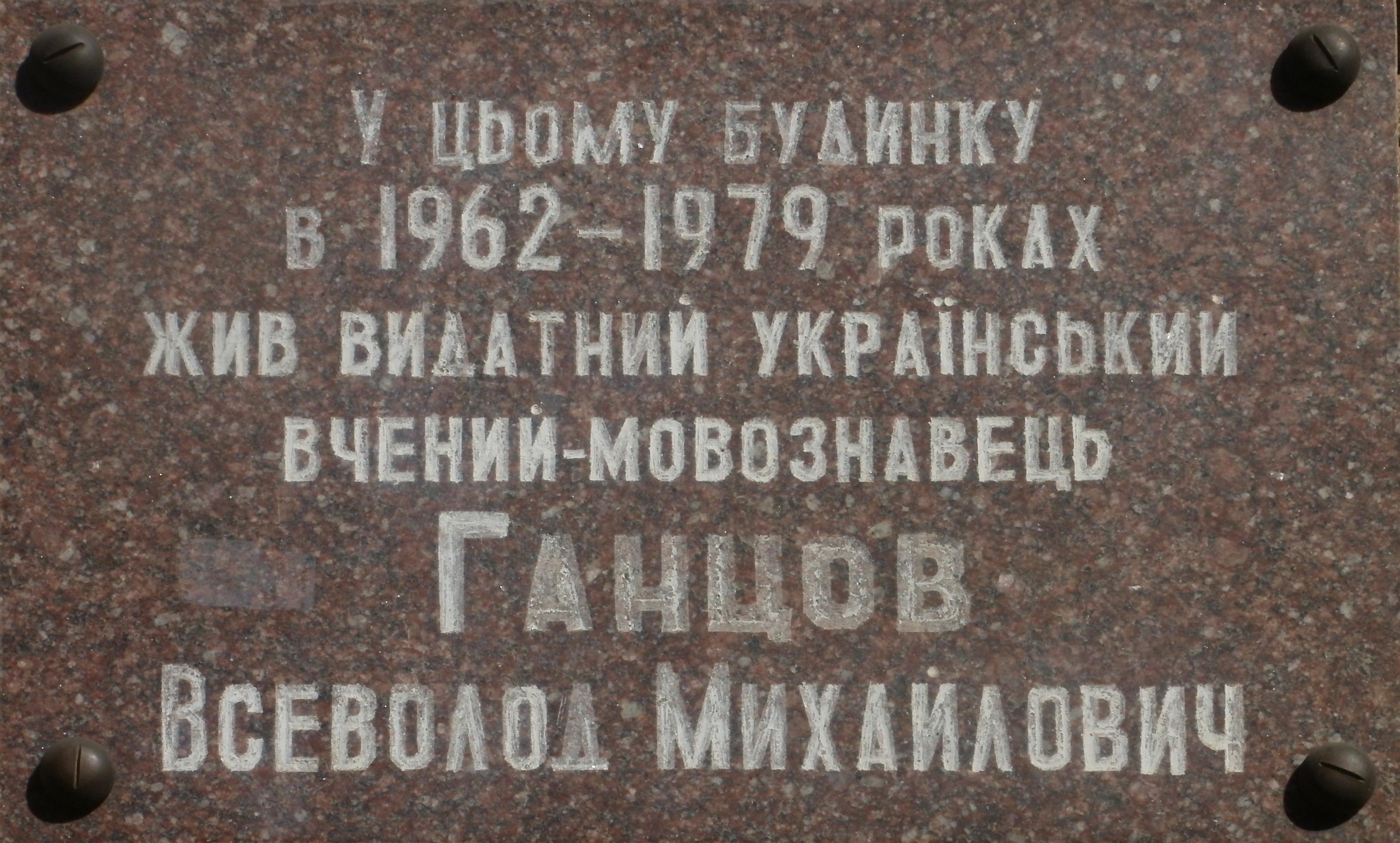
Меморіальна дошка Всеволоду Ганцову в м. Чернігові, Проспект Миру, 35

Шановний i дорогий Всеволоде Михайловичу!
Сектор слов'янського мовознавства Інституту слов'янознавства і балканістики АН СРСР радий привітати Вас з Вашим славетним ювілеєм. У Вашій особі, дорогий Всеволоде Михайловичу, ми бачимо представника класичної славістичної школи, створеної працями академіків Ягича, Шахматова, Мейє, Гебауєра, Белича, Младенова, Муки та ін. Ми вітаємо Вас, як найстарішого славіста нашої країни, учня акад. Шахматова, як одного із засновників української діалектології. Роки Вашого нелегкого наукового i життєвого шляху не зломили Вас, і ми раді, що Ви продовжуєте брати участь у нашому науковому житті — в лінгвістичних, діалектологічних конференціях i нарадах. Ваші праці „Диалектологическая классификация украинских говоров“, „Диалектные границы на Черниговщине“ та низка інших не втратили свого наукового значення й актуальності сьогодні та залишаються зразком для дослідників нових поколінь. Бажаємо Вам, дорогий Всеволоде Михайловичу, доброго здоров'я, бадьорості, сил і ще багатьох-багатьох років життя»[1, арк.18].

### Смерть
А через шість років В. М. Ганцова не стало. Він помер у 1979 р. і похований у Чернігові, а його праці (тепер вже до кінця реабілітовані) у наш час широко використовуються в науковому світі, яскраво підтверджуючи думку колег вченого, які свого часу зазначали, що «кожна з його найменших статей—це докторська дисертація» [1, арк.118]. І залишається тільки пошкодувати про те, чого не встигла зробити ця людина, видатний український вчений внаслідок того, що в хворобливій уяві слідчих НКВС він постав як «ворог народу» та активний діяч контрреволюційної організації, якої насправді ніколи не існувало.
Пленум Верховного суду УРСР II вересня 1989 року скасував вирок у справі, припинивши її за відсутністю складу злочину.

## Праці
- Діалектологічна класифікація українських говорів. 1923;
- Характеристика поліських дифтонгів і шляхи їхнього фонетичного розвитку. 1923;
- Діалектологічні межі на Чернігівщині. 1925;
- «Особливості мови Радивилівського (Кенігсберзького) списку літопису» (1927, рос. мовою) — зразок аналізу мови писем, пам'яток.

## Вшанування пам'яті
У Чернігові встановлена меморіальна дошка на будинку, де проживав Всеволод Ганцов, а також 2016 року в процесі декомунізації України вулиця Жовтнева (в районі вулиці Генерала Пухова) перейменована на честь Всеволода Ганцова.